# Auguste Allongé

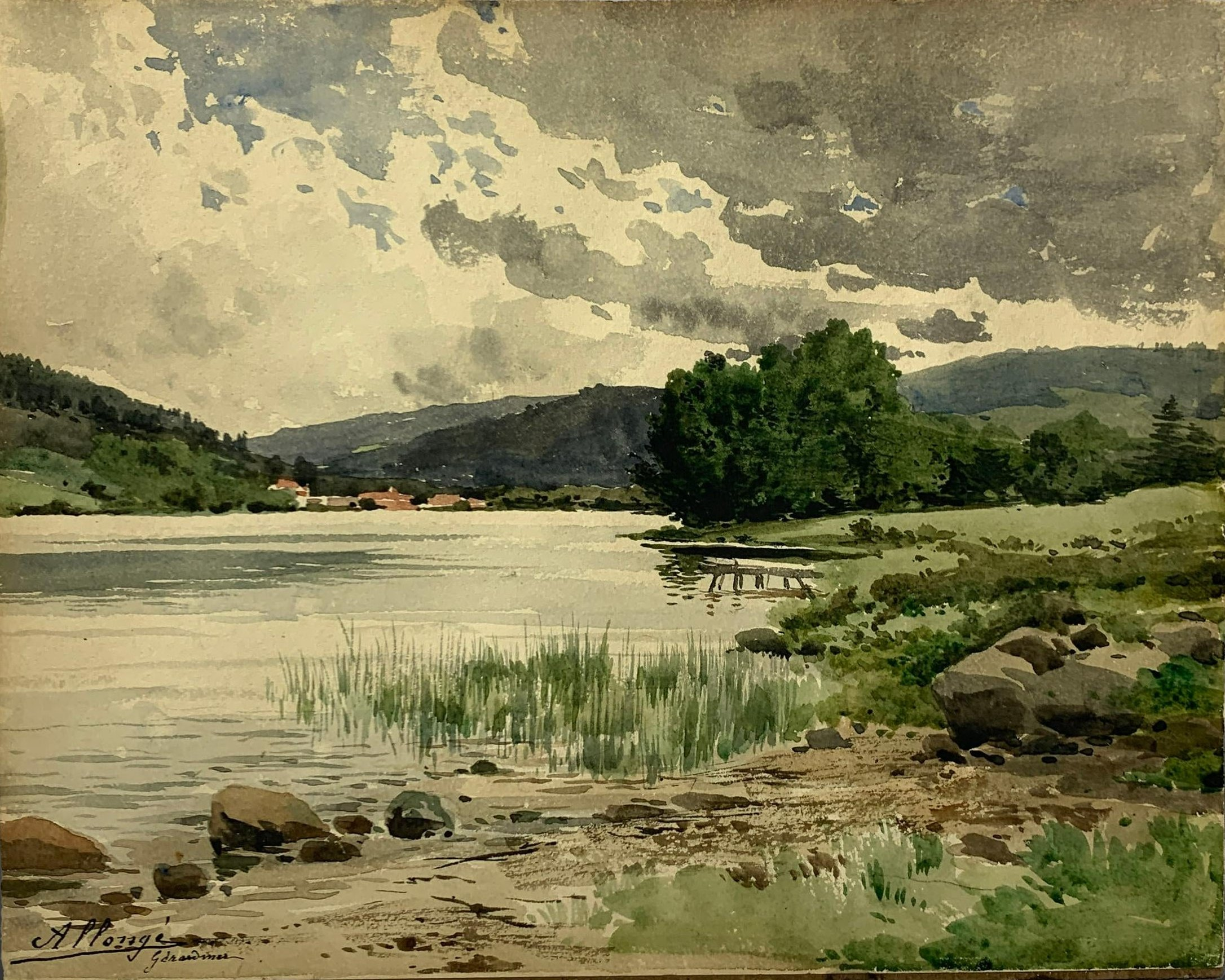
Landschaft

Auguste Allongé (* 19. März 1833 in Paris; † 4. Juli 1898 in Bourron-Marlotte) war ein französischer Landschaftsmaler, Aquarellist, Zeichner und Kupferstecher.
Auguste Allongé studierte ab 1852 an der École des Beaux-Arts de Paris bei Léon Cogniet und Louis César Ducornet. 1853 erhielt er eine Medaille.
Als Landschaftsmaler wurde von der Schule von Barbizon beeinflusst. Er unterrichtete u. a. Jean-Louis Forain und Albert Rigolot. 
1873 veröffentlichte er eine in mehrere Sprachen übersetzte Abhandlung über die Technik des Kohlezeichnens. Die Abhandlung erschien erneut 1891 und 1907. Da Holzkohle meist nur für Skizzen verwendet wurde, versuchte er, dieser Kunst die Tauglichkeit als eine vollwertige, fein nuancierte Zeichentechnik zu beweisen.
Er illustrierte „Les promenades de Paris“ von Jules Claretie, und „La Forêt de Fontainebleau“, von Charles Blanc. 
Eine Straße in Bourron-Marlotte trägt seinen Namen. 